# Babette zieht in den Krieg
Babette zieht in den Krieg (Originaltitel: Babette s’en va-t-en guerre) ist ein französischer Spielfilm des Regisseurs Christian-Jaque aus dem Jahr 1959. Das Drehbuch beruht auf einer Erzählung von Raoul J. Lévy und Gérard Oury. Die Außenaufnahmen entstanden in der RAF Abingdon Parachute School in London und die Innenaufnahmen in den Studios in Joinville (Haute-Marne). In Frankreich kam der Film zum ersten Mal am 18. September 1959 in die Kinos, in der Bundesrepublik Deutschland im selben Jahr am 2. Oktober.

## Handlung
Frühjahr 1940: Im Norden Frankreichs ist ein großer Teil vom Heer der deutschen Wehrmacht besetzt. Fast täglich rücken die Soldaten weiter vor. Die Reste der britischen und französischen Truppen sind bemüht, noch vor dem Eintreffen der Deutschen die Küste zu erreichen, wo noch ein paar Schiffe bereitstehen, um die Flüchtenden aufzunehmen und nach Großbritannien zu bringen. Dort hat General de Gaulle eine freie französische Armee zusammengestellt und wartet nur auf eine passende Gelegenheit, um den Kampf gegen die Deutschen fortzusetzen.
Ein großer Teil der Zivilbevölkerung hat sich den flüchtenden Soldaten angeschlossen, so auch die junge Kellnerin Babette. Bei der Überfahrt nach England lernt sie den Leutnant Gérard de Crécy-Lozère kennen. Für beide ist es Liebe auf den ersten Blick. Gérard gelingt es, dem Mädchen im Hauptquartier einen Job als Putzhilfe zu verschaffen. So haben beide die Möglichkeit, sich oft zu sehen.
Als der britische Geheimdienst-Major Fitzpatrick auf Babette aufmerksam wird, fällt ihm auf, dass sie der früheren Freundin des deutschen Generals von Arenberg ähnlich sieht. Der britische Geheimdienst verfügt über Informationen, dass sich von Arenberg zurzeit in Paris befindet und den Auftrag hat, die deutsche Invasion in Großbritannien vorzubereiten. Deshalb will er nun Babette ins deutsche Hauptquartier einschmuggeln. Dort soll sie den General mit ihren weiblichen Reizen umgarnen und anschließend nach England entführen. Dies hätte zur Folge, dass die Deutschen ihre Invasion verschieben müssten und dadurch Großbritannien mehr Zeit hätte, seine Verteidigung auszubauen.
In einem Schnellkurs wird die Französin zur Agentin ausgebildet und zusammen mit ihrem Geliebten per Fallschirm über Frankreich abgesetzt. Hier trennen sich zunächst beider Wege. Während sich Gérard zu Fuß nach Paris aufmacht, schlüpft Babette in einen Wehrmachtsanzug. Bei der Fahrt in die französische Hauptstadt macht sie Bekanntschaft mit dem SS-Sturmbannführer Heinrich, der sie ins Pariser Gestapo-Hauptquartier bringt, das von Obersturmführer Schulz geleitet wird. Auch ihm bleibt Babettes Ähnlichkeit mit Arenbergs ehemaliger Freundin nicht verborgen. Weil der aber von der Gestapo verdächtigt wird, an einer Verschwörung gegen Hitler beteiligt zu sein, erhält die Französin nun schon zum zweiten Mal – diesmal von der anderen Seite – den Auftrag, den General zu verführen und seine Pläne auszuspionieren. Bald logiert sie im vornehmen Hotel Continental, wo auch die deutsche Armeespitze ihr Quartier bezogen hat.
Es dauert nicht lange, bis Arenberg dem Mädchen über den Weg läuft. Weil ihn deren Äußeres stark an seine Verflossene erinnert, kommen sich die beiden rasch näher. Als Babette den General im Palais des Herzogs de Crézy, des Vaters ihres Geliebten, eingeführt und dort die Tochter aus vornehmem Hause gespielt hat, ist er so beeindruckt, dass er das Mädchen zu einem Souper in einem abgelegenen Hotel einlädt. Babettes Funkspruch nach London wird jedoch vom deutschen Abhördienst abgefangen, worauf der Obersturmführer seinen Verdacht bestätigt sieht. Kurzerhand beauftragt er Babette, von deren wahrer Identität er noch immer nichts ahnt, Arenberg endgültig zu überführen und an die Gestapo auszuliefern. Bis die jedoch merkt, was hier wirklich gespielt wird, ist es bereits zu spät. Gérard, Babette und Arenberg sitzen in einem Flieger, der sie nach London bringt.

## Kritik
„Stark überzogene, jedoch recht spaßhafte Veralberung des Spionagefachs und eine ironische Abrechnung Frankreichs mit Hitlerdeutschland“, urteilte das Lexikon des internationalen Films. Der Evangelische Filmbeobachter meinte: „Der ernste Stoff wurde hier leider zu oberflächlichem Klamauk verarbeitet. Deshalb nur für Erwachsene.“

## Synchronisation
Die bundesdeutsche Synchronfassung entstand bei der Aura Film Synchron GmbH Berlin. Das Dialogbuch und die Synchronregie übernahm Conrad von Molo. Die DDR-Erstaufführung erfolgte in eigener Synchronisation am 19. April 1963 im Berliner Kino Kosmos. Im Fernsehen der DDR erfolgte die Erstsendung am 27. Januar 1973 im 1. Programm.
| Rolle                     | Darsteller       | Synchronsprecher BRD | Synchronsprecher DDR |
| ------------------------- | ---------------- | -------------------- | -------------------- |
| Babette                   | Brigitte Bardot  | Margot Leonard       | Angelica Domröse     |
| Gérard de Crécy           | Jacques Charrier | Eckart Dux           | Günther Haack        |
| Major Fitzpatrick         | Ronald Howard    | Georg Kassube        | Otto Mellies         |
| Leutnant Heinrich         | Michael Cramer   | Michael Cramer       |                      |
| General von Arenberg      | Hannes Messemer  | Hannes Messemer      | Horst Drinda         |
| Obersturmführer Schulz    | Francis Blanche  | Werner Peters        | Peter Kiwitt         |
| Hauptmann Darcy           | Yves Vincent     | Axel Monjé           |                      |
| Herzog de Crécy-Lozère    | Pierre Bertin    | Herbert Weißbach     |                      |
| Herzogin                  | Viviane Gosset   | Ursula Krieg         |                      |
| Hauptmann Gustave Frémond | Noël Roquevert   | Alfred Balthoff      |                      |

## Quelle
- Programm zum Film: Das Neue Filmprogramm, Verlag Das Neue Filmprogramm Mannheim, Weinheimer Straße 58–60 (ohne Bestellnummer)